# Kingwood (Virginia Occidentale)
Kingwood è un comune degli Stati Uniti d'America, nella contea di Preston nello Stato della Virginia Occidentale.